# Konrad von Westerhem (Domherr)
Konrad von Westerhem (* im 14. Jahrhundert; † März 1376) war Domherr in Münster.

## Leben
Die genealogische Abstammung des Konrad von Westerhem ist nicht belegt. Gesichert ist, dass er der Onkel des gleichnamigen Konrad von Westerhem (Vizedominus und Domherr zu Münster) war. 1340 besaß er ein Kanonikat im Kanonissenstift Essen. Erstmals am 18. Oktober 1364 findet er als Domherr zu Münster urkundliche Erwähnung. Am 23. August 1368 wurde er nach dem Tode seines Vorgängers Propst zu St. Mauritz in Münster. Konrad war im Besitz des Archidiakonats zu Ottmarsbocholt. Papst Gregor XI. verlieh am 10. März 1376 Konrads Kanonikat und Dompräbende einem anderen Bewerber.